# Marco Antônio Dos Santos
Marco Antônio Dos Santos o Marquinho (Jundiaí, São Paulo, 11 de noviembre de 1966) es un exfutbolista brasileño que jugaba como mediocampista.

## Trayectoria
Marquinho inició su carrera en el Ponte Preta de Brasil. Jugó también por el Inter de Porto Alegre antes de viajar a Perú, donde jugaría por Sport Boys. En el equipo rosado, estuvo tres temporadas consecutivas 1990, 1991, 1992. En su primer año en el equipo chalaco, hizo parte de tremendo cuadro donde estuvieron treinta y un partidos invictos. Formó parte de una de las delanteras más reconocidas hasta el día de hoy con Carlos Henrique Paris, Ramón Anchisi, Claudio Adão y Marquinho, juntos lograron la clasificación para la Copa Libertadores del siguiente año. En 1991, volvió a ser la figura del equipo. Junto con compañeros como Germán Carty y Carlos Kukin Flores, logró empatar en 2-2 con Atlético Nacional de Medellín y una final recordada para los hinchas del Boys ante Universitario (3-3), donde por penales el equipo rosado se consagró subcampeón nacional, y, una vez más, conseguía un cupo para la Copa Libertadores. En el año de 1992, nuevamente hizo gran campaña con el equipo chalaco, en el que sería figura y goleador con dieciocho goles del Campeonato Descentralizado 1992. Pasando al año siguiente a Sporting Cristal. Llegando a la etapa de cuartos de final en la Copa Libertadores 1993, habiendo terminado segundo en su grupo, se enfrentó al Nacional de Ecuador en octavos de final, en Ecuador perdieron por 3-0. Ya en Lima, Sporting Cristal parecía que conseguía la hazaña: derrotaba al Nacional por 3-0 y, en los minutos finales, un penal cometido a Marquiño ejecutado con maestría por él mismo les dio el pase para cuartos, en los que caería eliminado por el América de Cali.
En 1994, viajó a Europa para jugar en el Casino Salzburgo de Austria, llegando con este club a disputar la final de la Copa UEFA de ese año que perdería por 1-0 contra el Inter de Milán. Tuvo en sus pies la oportunidad del empate, chocando su remate en los dos palos, tuvo que resignarse con un segundo lugar en esta copa europea. En la Bundesliga de Austria, tuvo mejor suerte y se coronó campeón además de la Recopa de Austria 1994.
Regresó a Perú en 1995 a Alianza Lima y, junto con nombres como Waldir Sáenz, Marcial Salazar, Juan Jayo, entre otros más, hizo buena campaña con el cuadro de la Victoria. En este año tan recordado principalmente por los clásicos ante Universitario (6-3 y 1-0), Marquinho anotó de tiro libre en ambos partidos. El año de 1996, volvió a Casino Salzburg de Austria, donde estuvo la primera mitad del año. La segunda mitad del año, estuvo en el Club Puebla de México, donde hizo gran campaña, y, junto con Carlos Muñoz, salió goleador del equipo. En 1997, regresa a Alianza Lima, donde fue campeón con el cuadro blanquiazul que obtenía un título después de dieciocho años. Ese año, fue pieza clave para el título por sus goles de tiro libre y, siendo un diez tradicional sin duda, podría estar en el equipo ideal de la historia de Alianza Lima siendo recordado especialmente por sus goles en los clásicos con Universitario de Deportes, rival acérrimo de Alianza, especialmente por la goleada de 6-3 que los íntimos le dieron a Universitario. Tenía una pegada de tiro libre milimétrica además de un remate de media distancia. En el año de 1999, regresa al Sport Boys del Callao tras siete años. Para este año, Boys termina en el quinto puesto y, junto con Abel Lobatón, Marquinho se consagra goleador del equipo rosado con trece tantos. En el año 2000, vuelve a Alianza Lima y, tras una difícil temporada para el cuadro íntimo, Marquinho decide retirarse del fútbol, es así como llegó el fin de su carrera. El hombre que en su momento fue el jugador más caro del fútbol peruano. Es considerado por muchos hasta el día de hoy como el mejor extranjero del Sport Boys y Alianza Lima y uno de los mejores extranjeros del fútbol peruano.«Copia archivada». Archivado desde el original el 26 de octubre de 2007. Consultado el 16 de mayo de 2007.</ref>

## Clubes

### Estadísticas
| Club                   | País                | Año                 | Partidos | Goles |
| ---------------------- | ------------------- | ------------------- | -------- | ----- |
| Ponte Preta            | Brasil              | 1985-1988           | 27       | 0     |
| Internacional          | Brasil              | 1989                | 15       | 3     |
| Sport Boys             | Perú                | 1990-1992           | 83       | 36    |
| Sporting Cristal       | Perú                | 1993                | 19       | 4     |
| Casino Salzburgo       | Austria             | 1994                | 17       | 3     |
| Alianza Lima           | Perú                | 1995                | 25       | 10    |
| Casino Salzburgo       | Austria             | 1996                | 10       | 1     |
| Puebla                 | México              | 1996-1997           | 21       | 4     |
| Alianza Lima           | Perú                | 1997                | 32       | 10    |
| Colorado Rapids        | Estados Unidos      | 1998                | 11       | 3     |
| Çanakkale Dardanelspor | Turquía             | 1998                | 4        | 0     |
| Sport Boys             | Perú                | 1999                | 36       | 13    |
| Alianza Lima           | Perú                | 2000                | 11       | 1     |
| Total en su carrera    | Total en su carrera | Total en su carrera | 312      | 85    |

## Palmarés

### Campeonatos regionales
| Título          | Club       | País | Año  |
| --------------- | ---------- | ---- | ---- |
| Torneo regional | Sport Boys | Perú | 1990 |

### Campeonatos nacionales
| Título               | Club             | País    | Año       |
| -------------------- | ---------------- | ------- | --------- |
| Bundesliga           | Casino Salzburgo | Austria | 1993-1994 |
| Supercopa de Austria | Casino Salzburgo | Austria | 1994      |
| Primera división     | Alianza Lima     | Perú    | 1997      |
| Torneo Apertura      | Alianza Lima     | Perú    | 1997      |
| Torneo Clausura      | Alianza Lima     | Perú    | 1997      |

### Distinciones individuales
| Distinción                               | Año  |
| ---------------------------------------- | ---- |
| Goleador de la primera división del Perú | 1992 |